# Krvavé pobřeží
Krvavé pobřeží (Čínsky: 赤壁, česká transkripce: Čch' pi, pchin-jin: Chì Bì, anglicky: Red Cliff, doslova česky: Rudý útes) je čínský dvoudílný historický film režiséra Johna Woo z roku 2008. Nejdříve se promítal jen v Asii v podobě 2 samostatných filmů o celkové společné délce 280 minut, v roce 2009 byl vytvořen sestřih dlouhý 2,5 hodiny určený pro distribuci v mimoasijských kinech. Krvavé pobřeží, byl v době své produkce nejdražším filmem, který kdy byl produkován a natáčen v Asii.
Epický, válečný, historický film je založený na skutečné bitvě "u červených útesů" (známa též pod názvem Bitva v Chibi – 赤壁之战; tradiční písmo čínské: 赤壁之戰; pinyin: Chìbì zhī zhàn) a okolnostem které této významné historické události předcházely a následovaly ji. Rozměrem a významem pro Čínu přelomová událost proběhla v samém závěru existence dynastie Chan a byla konečnou příčninou následného rozpadu Číny na tři samostatná království, období období tří říší. Udála se v zimě 208/209, mezi sjednocenými silami Liou Peje (Liu Bei) a Sun Čchüana (Sun Quan) na jedné straně a početně převažujícím vojskem císařova generála Cchao Cchaa (Cao Cao). Liou Pejovi i Sun Čchüanovi se podařilo v převážně lodní říční bitvě přemoci Cchao Cchaa, který se pokoušel vojensky ovládnout oblast na jih od řeky Jang-c’-ťiang a znovu sjednotit země dynystie Chan, nominálně jménem slabého císaře dynastie Chan, fakticky však toužil jen po posílení své vlastní moci.